# جان ويجيريف
جان ويليام ويجيريف (مواليد 17 يناير 1962 في رايسن) هو حكم كرة قدم هولندي سابق رفيع المستوى يعيش في هيليفوتسلاوس. حكم مباراة واحدة في كأس العالم 2002 وحكم ما يقارب 12 مباراة في دوري أبطال أوروبا (حتى 6 نوفمبر 2006) واعتباراً من عام 2008، كان قد حكم 42 مباراة في جميع مسابقات الاتحاد الأوروبي لكرة القدم. وكان قد حكم نهائي دوري المحترفين السعودي 2006-07.
كان ويجيريف حاكماً في العديد من المسابقات الدولية بما في ذلك بطولة كأس العالم للشباب 1999 ومباريات التأهل الى كأس العالم 2002، كأس العالم 2006، بطولة أمم أوروبا 2000 وبطولة أمم أوروبا 2008. عُرف على أنه حكم في مباريات الاتحاد الدولي لكرة القدم (FIFA) من عام 1996- الى 2007.